# 안정 원소
안정 원소는 하나 이상의 안정 동위 원소를 가진 화학 원소이다. 납은 가장 무거운 안정 원소이다 (단, 납보다 무거운 비스무트도 반감기가 매우 길어 안정 원소로 취급되기도 한다).

## 같이 보기
- 인공 원소
- 방사성 감쇠